# IC 2761
IC 2761 је елиптична галаксија у сазвјежђу Лав која се налази на листи објеката дубоког неба у Индекс каталогу.
Деклинација објекта је + 14° 10' 38" а ректасцензија 11h 22m 17,0s. Привидна величина (магнитуда) објекта IC 2761 износи 15,5 а фотографска магнитуда 16,5.